# Мейтенс, Даниэль Старший
Даниэль Мейтенс Старший (нидерл. Daniël Mijtens, Meytens, Mytens; ок. 1590, Делфт — 1647, Гаага) — голландский художник, живописец-портретист, рисовальщик и гравёр Золотого века искусства Голландии. Значительную часть жизни проработал в Англии, где был известен как Даниэль Мейтенс Старший.

## Семья художников Мейтенс
Даниэль Мейтенс Старший был родоначальником большой семьи голландских художников. Он родился в Делфте, в семье Мартена Мейтенса, торговца произведениями искусства и шорника из Брюсселя (ок. 1552—1628), и Аннекен Тикмакерс (?—1611). Учился рисунку и живописи в Гааге, возможно, в мастерской Янса ван Миревелта. Он был племянником художника Аэрта Мейтенса, старшим братом художника Исаака Мейтенса (1602—1666), также живописца-портретиста, и дедом художника Даниэля Мейтенса Младшего.
Сын Исаака Мейтенса — Мартин Мейтенс Старший (1648—1736), живописец и коллекционер произведений искусства из Гааги, с 1667 года был придворным живописцем шведского короля в Стокгольме. Мартин Мейтенс Младший (1695—1770) — живописец и художник-миниатюрист, сын и ученик Мартина Старшего, родился в Стокгольме, в 1712 году уехал в Голландию, затем работал во многих странах. Племянник и ученик Даниэля Мейтенса Старшего — Иоаннес, или Ян, Мейтенс (ок. 1614—1670), также живописец, работал в Гааге, писал портреты под влиянием творчества А. Ван Дейка. Сын и ученик Яна Мейтенса — Даниэль Мейтенс Младший (1644—1688), живописец, в 1666 году работал в Риме.

## Творчество Даниэля Мейтенса Старшего
Ни одна из работ первого голландского периода творчества художника не сохранилась. В 1618 году Даниэль переехал в Лондон, где его покровителем стал известный меценат и коллекционер произведений искусства Томас Ховард, 21-й граф Арундел. Мейтенс написал портреты графа и графини Ховард, и вскоре ему было поручено создать портреты короля Якова I и его сына Чарлза, принца Уэльского.
После вступления принца на престол в 1625 году в качестве короля Карла I Мейтенс создал такое большое количество портретов короля и его придворных в полный рост, включая заказные повторения, что естественно требовало большое количество помощников. На двух из его лучших портретов изображен Джеймс Гамильтон, впоследствии 1-й герцог Гамильтон, которого он писал в 1623 и 1629 годах. В 1626 и 1630 годах Мейтенс посетил Нидерланды, возможно, для изучения работ Рубенса и Ван Дейка.
Мейтенс привнёс в английский придворный портрет новый натурализм и тем самым оказал влияние на Авраама ван Блайенберха, но после прибытия в Англию в 1632 году столь выдающегося мастера как Антонис ван Дейк, Мейтенс утратил положение ведущего придворного портретиста. Ван Дейк продемонстрировал своё превосходство над Мейтенсом, создав свой вариант портрета короля и королевы, основанный на предыдущей работе Мейтенса. Около 1634 года Мейтенс, вероятно, вернулся в Нидерланды. Впоследствии он работал в основном торговцем картинами в Гааге, приобретая, в частности, работы для графа Арундела. От этого последнего периода его жизни известно только четыре картины.
Некоторые работы Мейтенса до настоящего времени принадлежат королевской семье. Мейтенс также делал копии старых портретов, в том числе Якова IV Шотландского, его жены Маргарет Тюдор и Марии, королевы Шотландии. Он также написал в 1625 году копию «Венеры» Тициана.

## Галерея

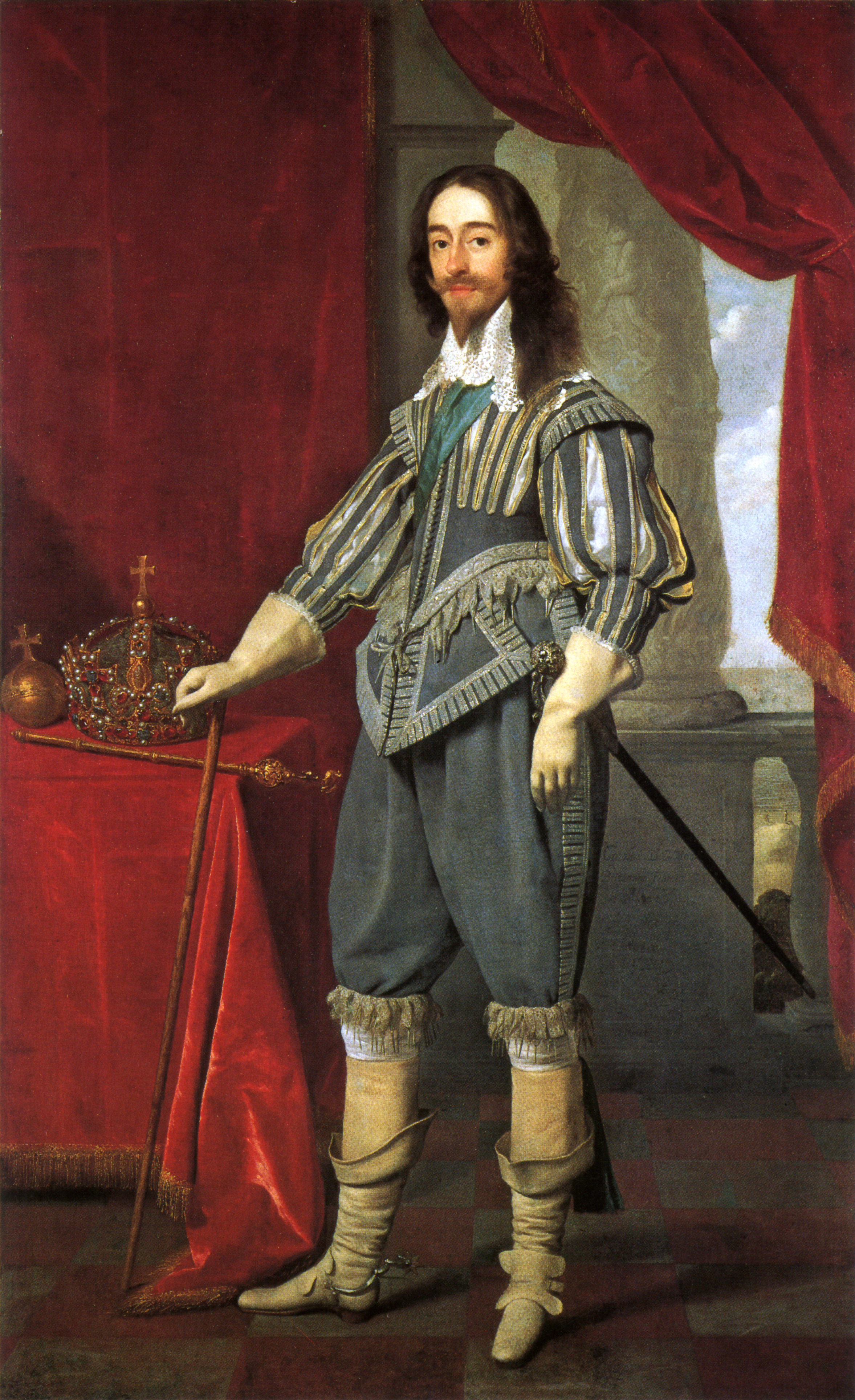
Портрет короля Карла I. 1631. Холст, масло. Национальная портретная галерея, Лондон
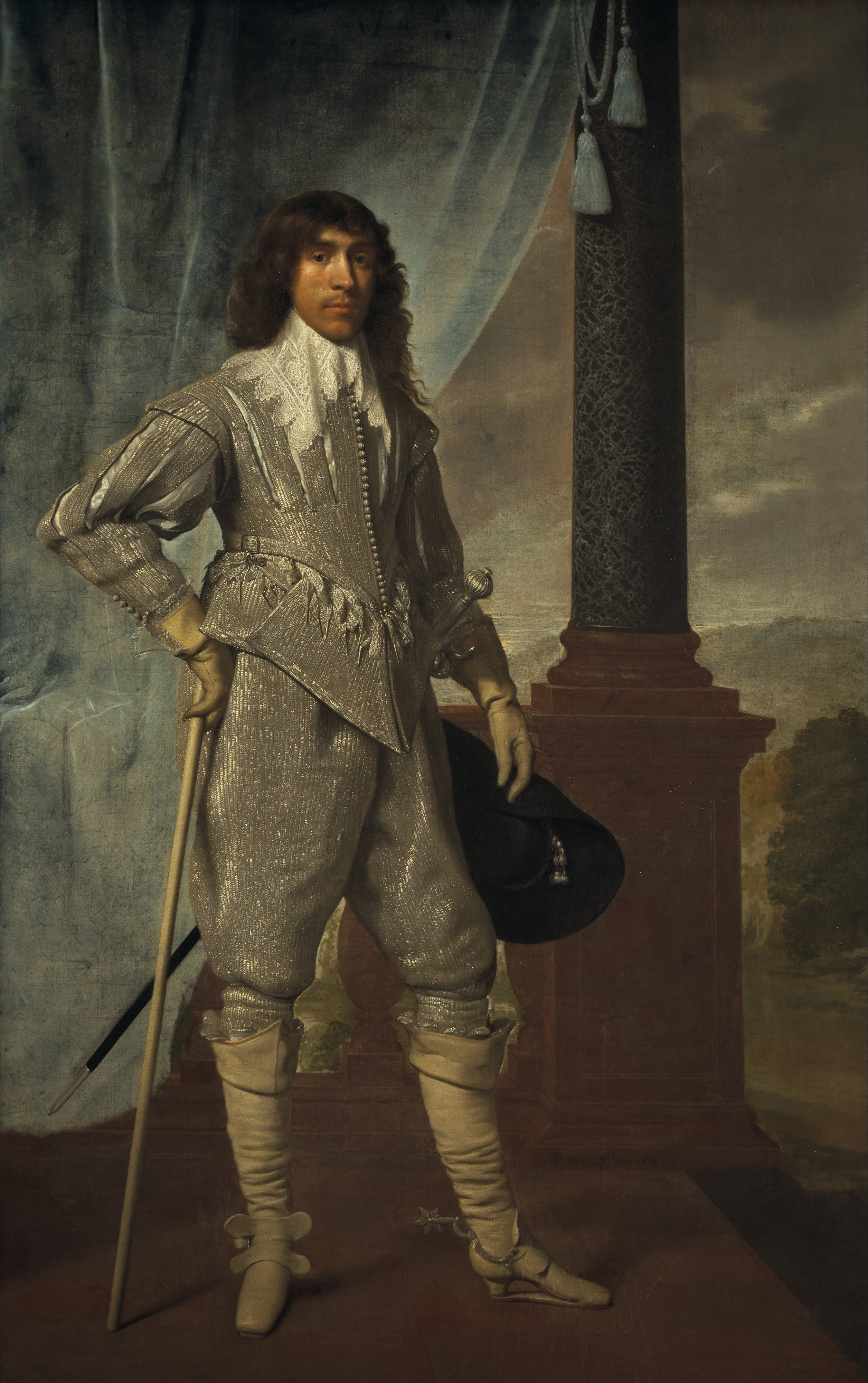
Джеймс Гамильтон, 1-й герцог Гамильтон. 1629. Холст, масло. Национальная галерея Шотландии, Эдинбург
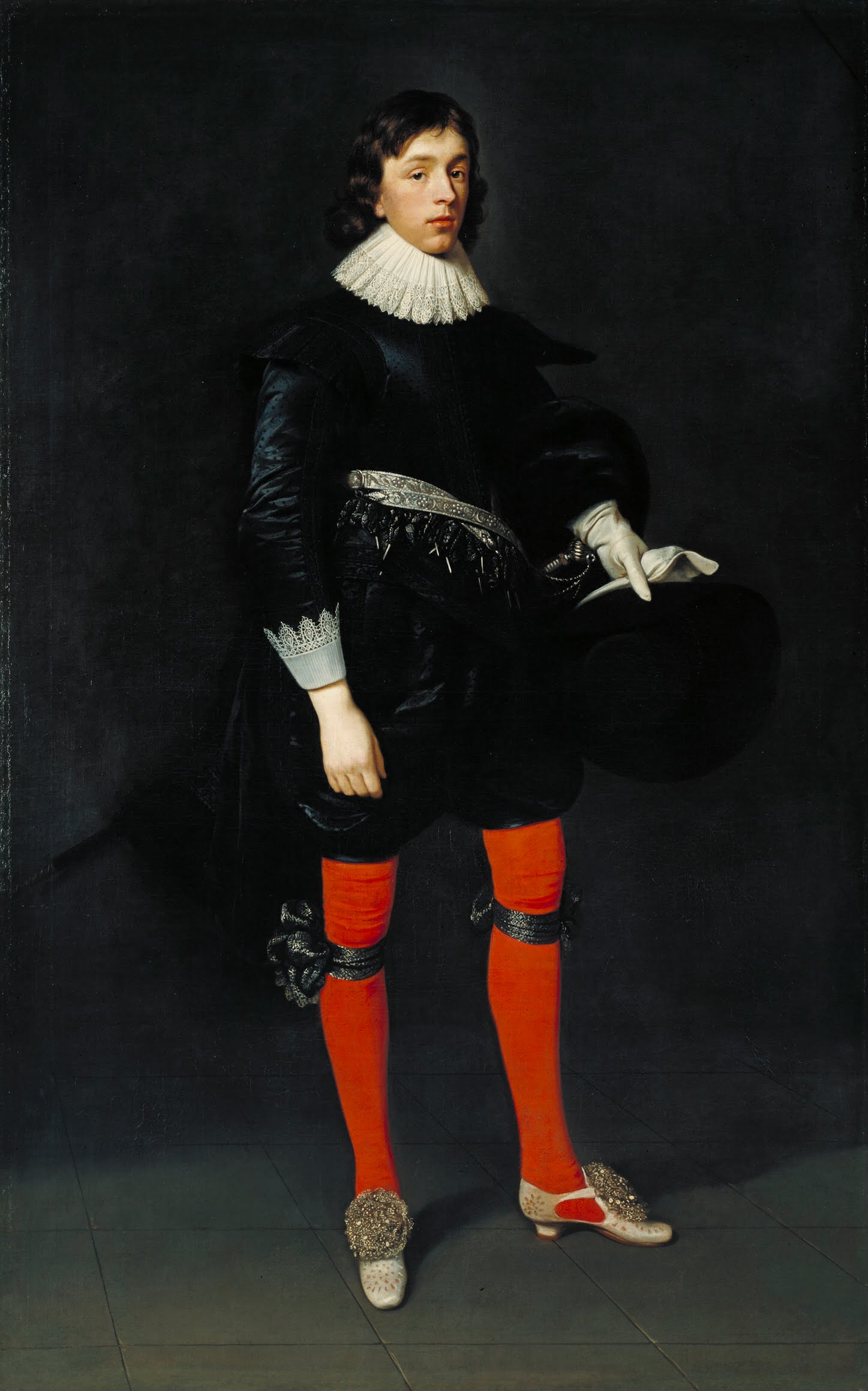
Джеймс Гамильтон, граф Арран, впоследствии 3-й маркиз и 1-й герцог Гамильтон, в семнадцатилетнем возрасте. 1623. Холст, масло. Национальная галерея, Лондон
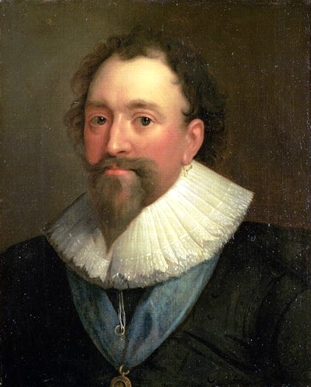
Уильям Герберт, 3-й граф Пембрук. 1625. Холст, масло
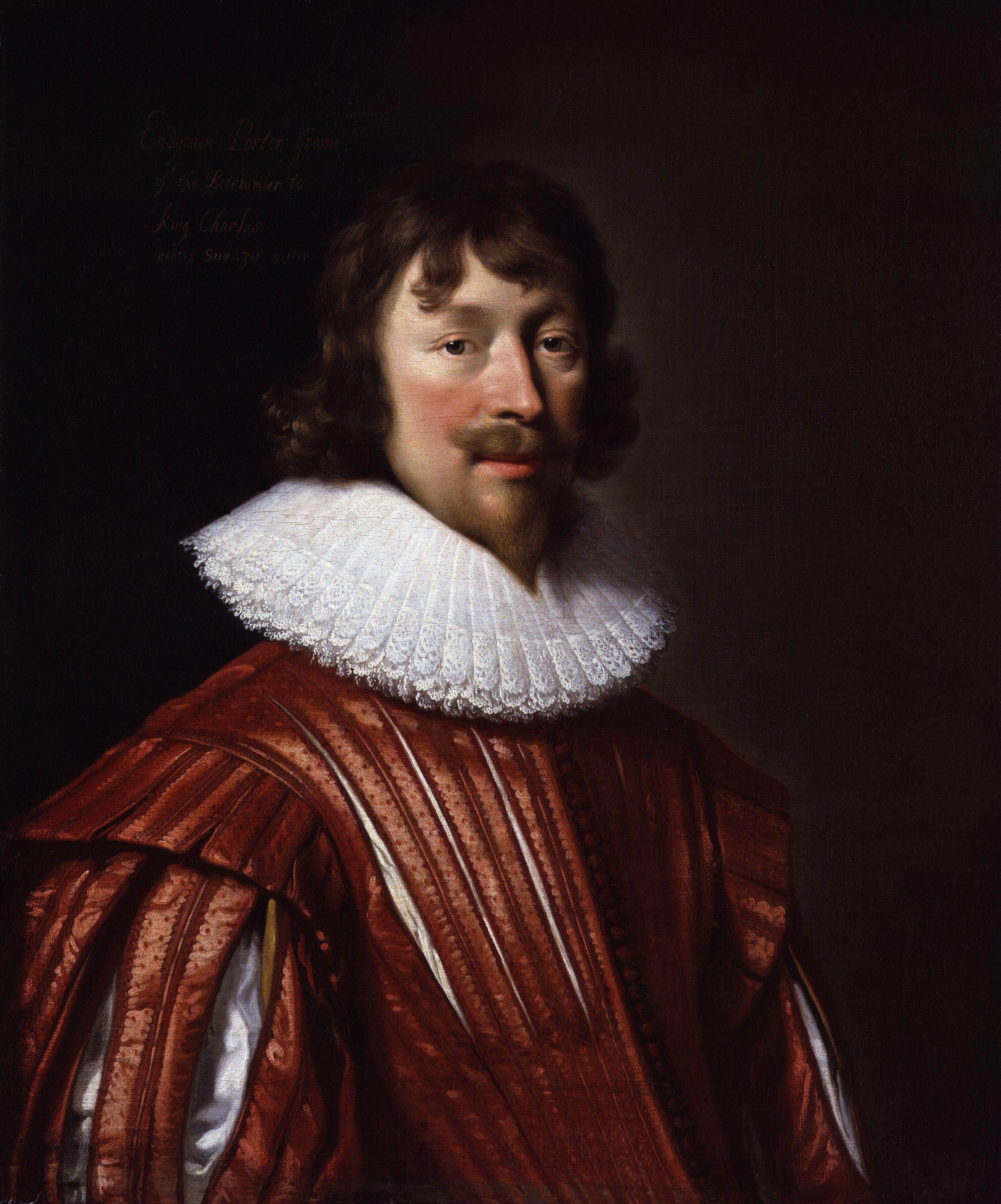
Эндимион Портер. 1627. Холст, масло. Национальная портретная галерея, Лондон
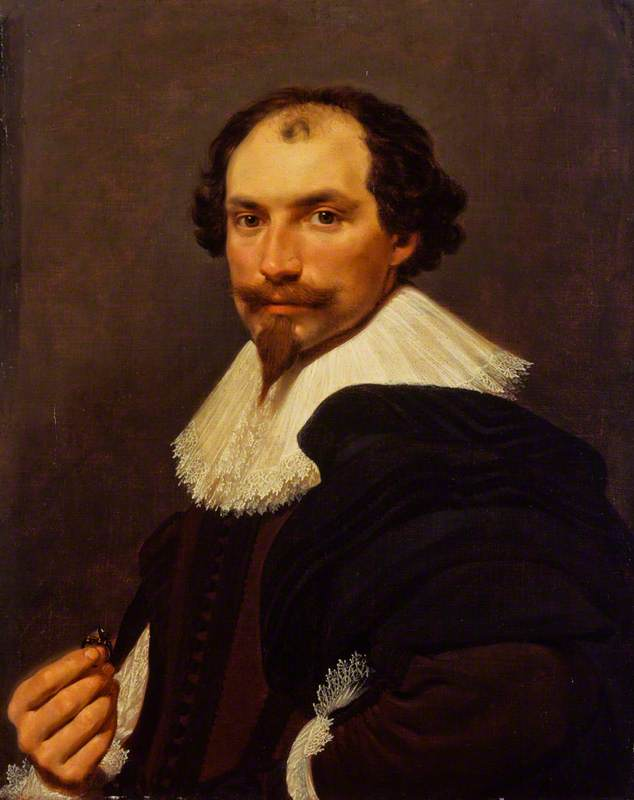
Мужской портрет. Между 1625 и 1629 Холст, масло. Национальная галерея Шотландии, Эдинбург